# Hochbunker Körnerstraße (Köln)

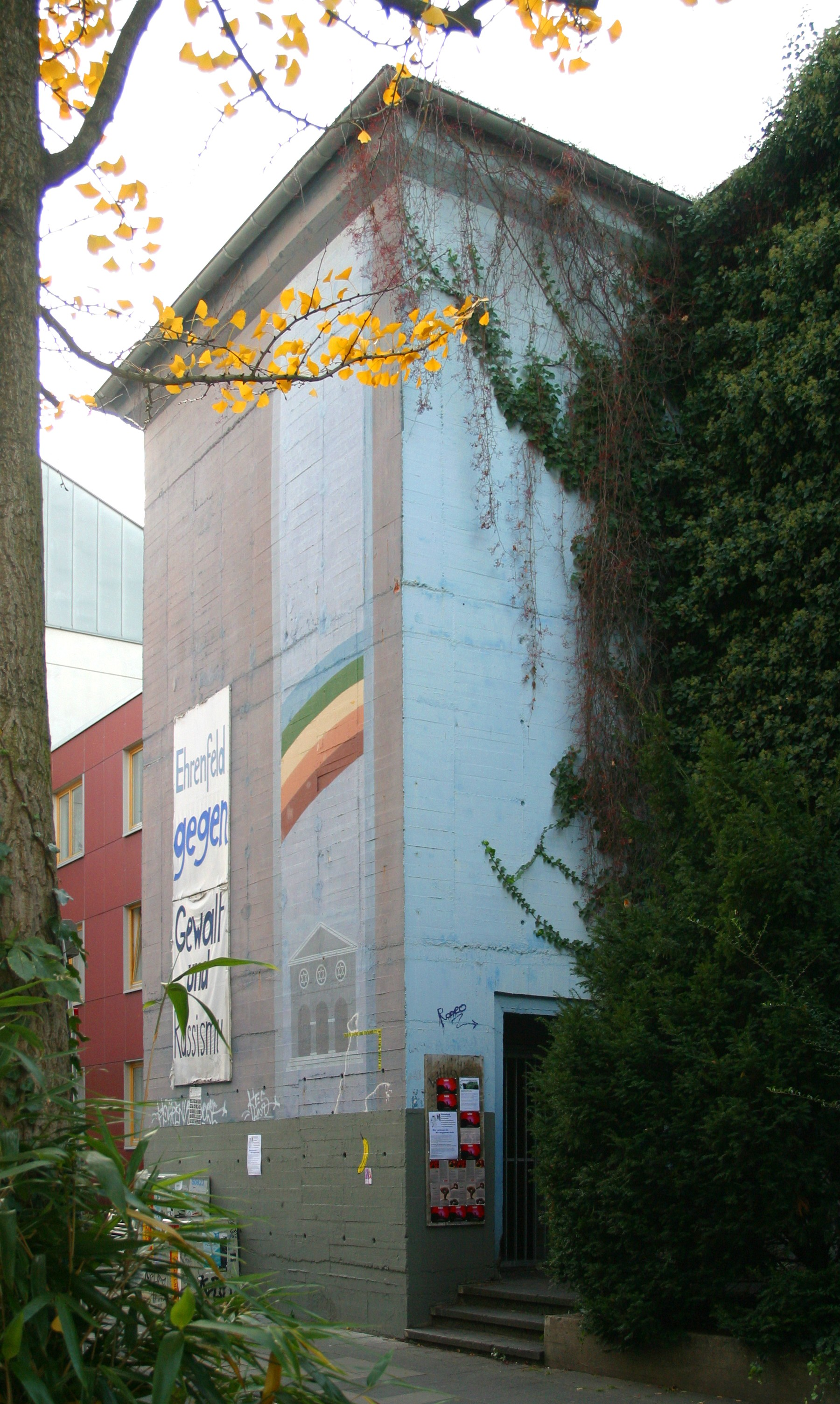
Hochbunker Ehrenfeld (2011)

Der Hochbunker Körnerstraße ist ein ehemaliger Luftschutzbunker im Kölner Stadtteil Ehrenfeld. Er wurde in den 1940er Jahren auf einem Grundstück errichtet, neben dem zuvor die zerstörte Synagoge Ehrenfeld gestanden hatte. Nach dem Krieg diente er ausgebombten Familien als Wohnraum und der Feuerwehr als Lager. Heute ist er als bunker k101 ein Ort für Kultur und Erinnerung.

## Der Bau
Der Hochbunker ist ein dreigeschossiges, freistehendes Gebäude mit erweitertem rechteckigen Grundriss. Er misst 50,3 mal 15 Meter, mit der langen Seite parallel zur Straße. Er besteht aus unverkleidetem Stahlbeton und hat ein pfannengedecktes Walmdach. Die Stahlbetondecke unter dem Dach ist 1,4 Meter dick, ebenso die Bunkersohle; im Kellergeschoss sind die Wände 1,8 Meter, in den Obergeschossen 1,1 Meter dick. Die Nutzfläche des Hochbunkers beträgt 1700 Quadratmeter.
Der Bunker wurde durch mehrfach verwinkelte Öffnungen in den oberen Etagen mit Frischluft versorgt. Die Lüftung erzeugte einen leichten Überdruck im Bunker, womit verhindert wurde, dass Gas ins Innere eindringen konnte; auch gab es eine Gasschleuse nach außen. Bei einem Luftangriff wurden die Löcher von innen verstopft. Die Elektrizität war an die öffentliche Stromversorgung angeschlossen, bei Dunkelheit wegen Stromausfall wiesen phosphoreszierende Markierungen den Weg.
Der Hochbunker Körnerstraße (zwischen den Hausnummern 91 und 113) steht seit dem 25. April 1995 unter Denkmalschutz (Nr. 7443).

## Geschichte

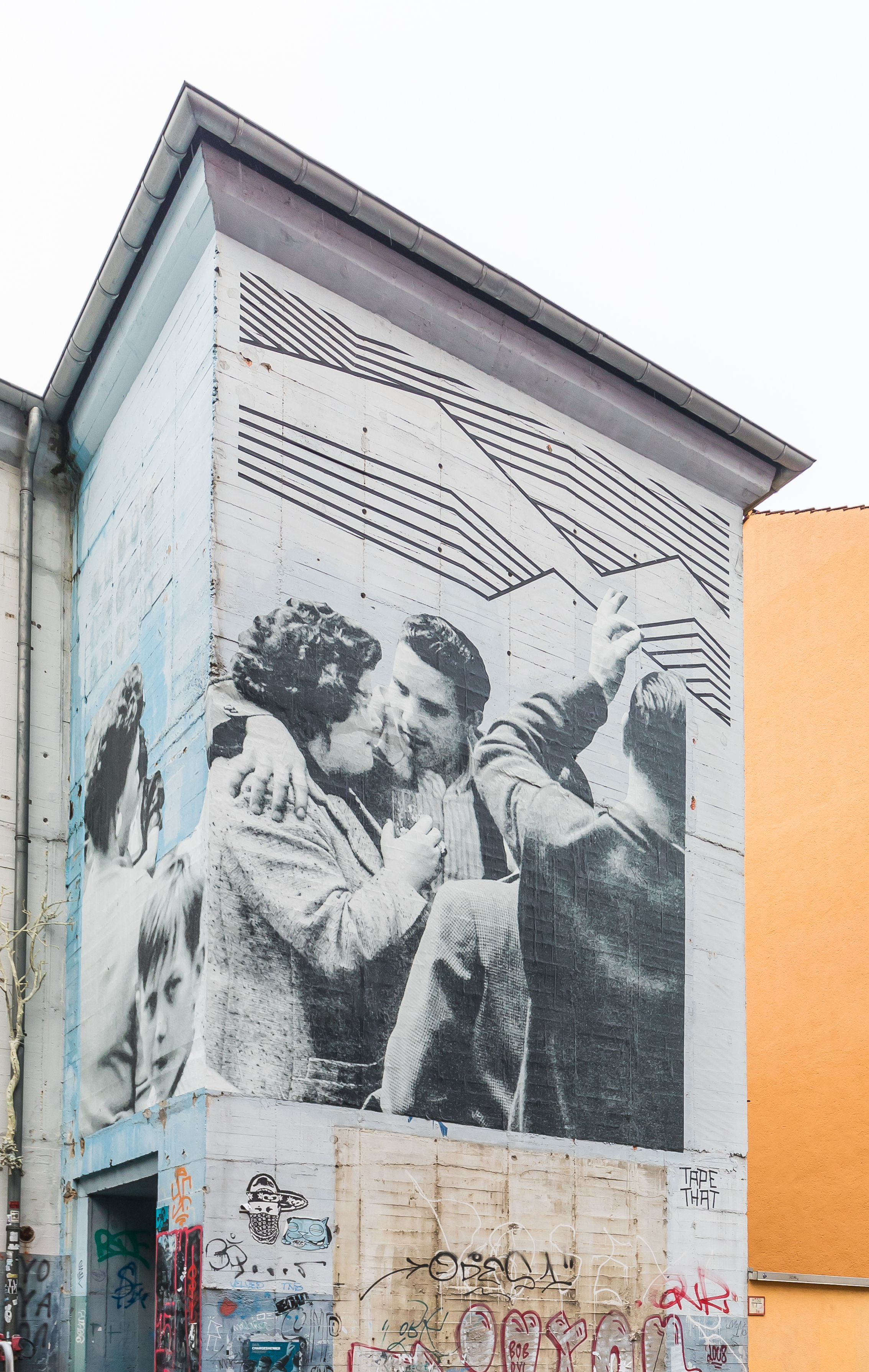
Wandgemälde an der nördlichen Ecke des Bunkers (2019)

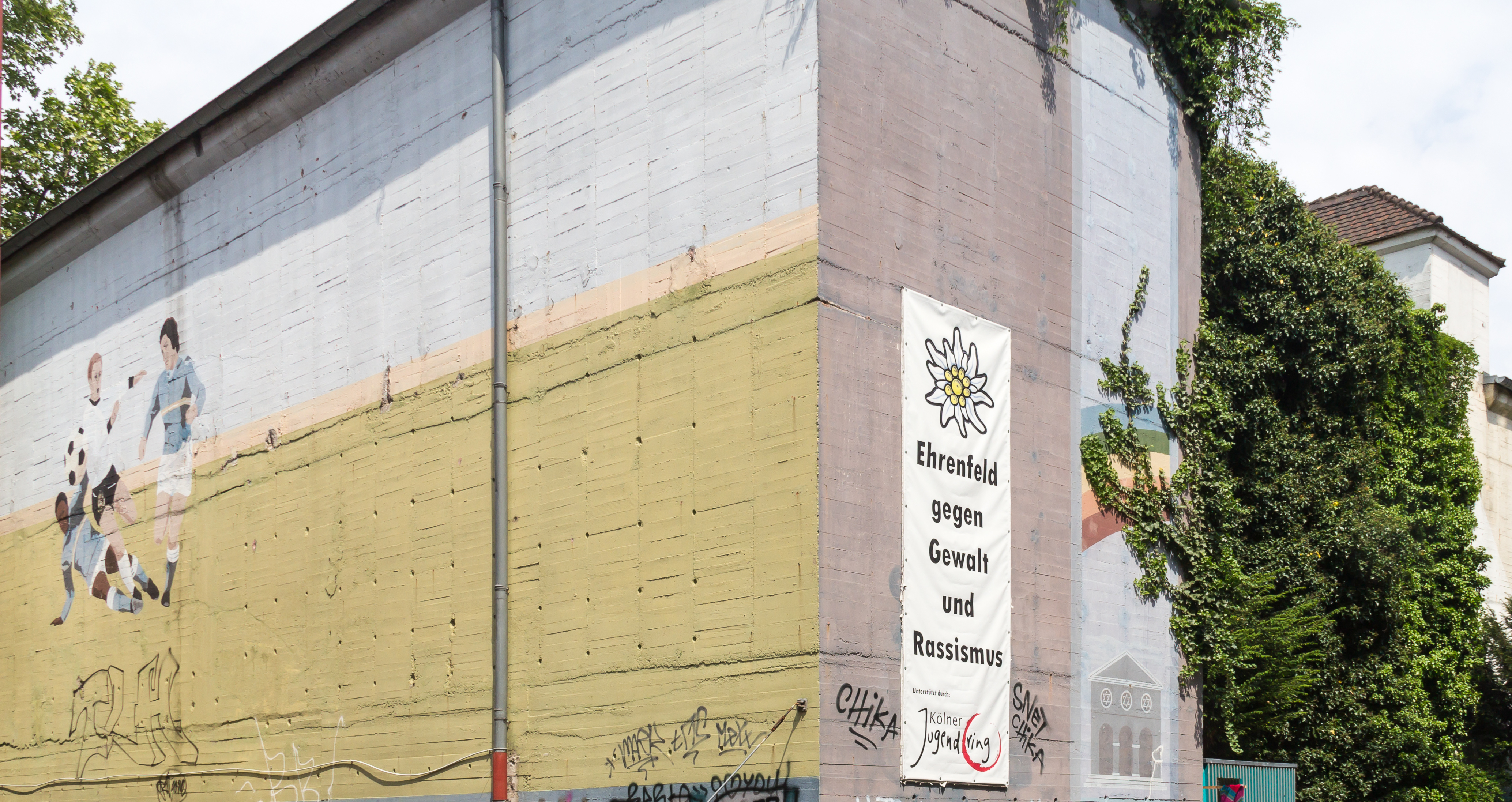
Transparent gegen Rassismus und weiteres Wandbild (2015)

### Bau und Nutzung als Bunker
Im Zuge der Novemberpogrome 1938 wurde die Synagoge Ehrenfeld in der Körnerstraße in der Nacht zum 10. November 1938 bis auf die Außenmauern zerstört. Das Grundstück, auf dem die Synagoge gestanden hatte, hatte die Gemeinde 1926 von einem Privatmann erworben, der es von der einstigen Goldleisten- und Rahmenfabrik Koenemann gekauft hatte. Das angrenzende, unbebaute Gartengrundstück befand sich 1938 im Besitz eines Sohnes von Koenemann, der schon vor 1915 nach Großbritannien ausgewandert war und als britischer Staatsbürger den Namen Frederick Francis Kennedy angenommen hatte. Es wurde 1939 enteignet und zwangsversteigert; im Dezember 1940 erging an den neuen Eigentümer die Anordnung, das Grundstück dem „Führer-Sofortprogramm“ zur Verfügung zu stellen.
1942/1943 wurde der Bunker auf diesem Grundstück errichtet, vermutlich im Februar 1943 fertiggestellt. Architekt war der Kölner Hans Schumacher, der insgesamt sieben Bunker in Köln plante. Ob der Bau zunächst an der Stelle der zerstörten Synagoge geplant war, ist nicht bekannt: Hochbunker in anderen Städten wurden oftmals auf den Standorten von Synagogen errichtet, die von den Nationalsozialisten geschändet und abgerissen worden waren.
In den letzten beiden Kriegsjahren diente der Bunker der Zivilbevölkerung als Schutz vor Luftangriffen; 55 Mal war Ehrenfeld Ziel von Bombardements der Alliierten. Er verfügte über 1500 Plätze, war aber, wie viele andere Einrichtungen dieser Art ebenso, häufig um ein Vielfaches überbelegt, zeitweise mit bis zu 7500 Menschen. Die Anwohner hatten einen Bunkerausweis, auf dem ihnen ein Platz zugewiesen wurde; allerdings geriet die anfangs geregelte Organisation des Bunkerzutritts im Laufe des Luftkriegs immer ungeordneter. Juden, Sinti und Roma sowie Zwangsarbeiter durften keinen Schutz im Bunker suchen. Zwei Mitglieder der Kölner Edelweißpiraten, Franz Rheinberger und Bartholomäus Schink, lernten sich 1944 in diesem Bunker kennen, der in der Folge der Gruppe neben anderen Orten als Treffpunkt diente.

### Massenunterkunft und Lager
Nach Kriegsende diente der Bunker zunächst als Unterkunft für entlassene Kriegsgefangene und anschließend, bis Mitte der 1950er Jahre, als Notunterkunft für Ausgebombte. In dieser Massenunterkunft waren unterschiedliche Menschen, viele von ihnen vom Krieg traumatisiert, zusammengepfercht; es kam häufig zu Konflikten, auch unter Alkoholeinfluss. Die Hygienemöglichkeiten waren mangelhaft, so dass sich etwa Kopfläuse schnell unter den Bewohnern verbreiteten. Anschließend wurden in ihm gebrauchte Möbel gelagert. 1964 wurde an der Straßenseite des Bunkers eine Tafel angebracht, die an die am 10. November 1938 von den Nazis zerstörte Synagoge in der Körnerstr. 93 erinnerte. Diese Tafel erweckte irrtümlich den Anschein, der Hochbunker sei auf dem Grundstück der Synagoge erbaut worden. Diese falsche Annahme verfestigte sich im Laufe der Jahre; inzwischen wurde die Tafel abgehängt und eine neue zeigt den richtigen früheren Standort der Synagoge.

### Erste Veranstaltungen
1962 sowie 1983/84 wurde der Bunker als Atomschutzbunker ertüchtigt. Mieterin des Bunkers, der nun dem Bund gehörte, war die Feuerwehr Köln, und es wurden Kunst- und Erinnerungsprojekte veranstaltet. Die nachweislich erste künstlerische Nutzung fand im Jahr 1981 statt: Daniel Spoerri, damals Professor an den Kölner Werkschulen, führte zusammen mit seinen Studenten im Rahmen des Festivals Theater der Welt die Kunst-Aktion Promenade sentimentale durch. 1988 wurde eine Initiative von verschiedenen gesellschaftlichen Gruppen gegründet mit dem Ziel, den Bunker in eine Gedenkstätte des Pogroms gegen die Juden in Ehrenfeld umzugestalten. Im Sommer 1989 fanden sich rechtsradikale Parolen am Bunker: „Haut in (sic!) weg den Türkendreck“. Der Kölner Jugendring brachte daraufhin ein Transparent mit der Aufschrift „Ehrenfeld gegen Gewalt und Rassismus“ an. Im September 1991 beteiligte sich die „Initiative Gestaltwechsel“ im Rahmen der „TATA West – Kunst an Gürtellinie“ des Ehrenfelder Kunstvereins mit einer Ausstellung von 90 Kinderzeichnungen aus dem KZ Theresienstadt im Bunker.

### Engagement für den Erhalt

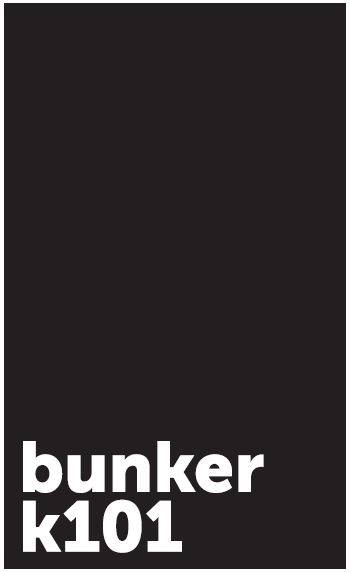
Logo des Förderkreises Hochbunker Körnerstraße 101 e. V.

2003 kündigte die Feuerwehr an, den gesamten Bunker künftig als Lagerraum nutzen zu wollen, zudem entspräche dieser nicht mehr den zeitgemäßen Erfordernissen für öffentliche Veranstaltungen. Investitionen von Bezirksvertretung und Kulturamt in die Brandschutzmaßnahmen ermöglichten ab 2007 erneut eine öffentliche Nutzung des Erdgeschosses, wo in den folgenden drei Jahren weitere Ausstellungen stattfanden. 2007 wurde der Bunker als Schutzraum ausgemustert. Nachdem der Mietvertrag mit der Kölner Feuerwehr ausgelaufen war, verlangte 2011 die Bundesanstalt für Immobilienaufgaben (BIMA) die Übergabe des Gebäudes, um es zu verkaufen. Daraufhin sammelte die Projektgruppe Hochbunker Körnerstraße aus Ehrenfelder Künstlern rund 2000 Unterschriften, auch von prominenten Unterstützern. Sie appellierten an die Stadt, den Bunker zu kaufen oder zu mieten, um ihn als Gedenkstätte und Kulturort zu erhalten.
Im Jahr 2012 wurde der „Förderkreis Hochbunker Körnerstraße 101“ als eingetragener Verein gegründet, der den Bunker vom Bund mietete. Vorrangiges Ziel ist, den Hochbunker Körnerstraße zu erhalten sowie die „Förderung regionaler, länderübergreifender und internationaler künstlerischer und kultureller Bestrebungen“. 2013 wurde das Gebäude als bunker K101 der Öffentlichkeit wieder zugänglich gemacht. 2014 präsentierte der Förderkreis Installationen von Gunter Demnig, Felix Droese („Ich habe Anne Frank umgebracht“) und anderen, „zeitgenössische Kunst im Kontext seiner Bedeutung als historischem Erinnerungsort“. Regelmäßig stellen in Ehrenfeld lebende Künstler im Bunker aus; einen Schwerpunkt bildet mittlerweile elektronische Kunst.
Seit über 20 Jahren beginnt am Hochbunker, dem ehemaligen Standort der Synagoge Ehrenfeld, jährlich am 10. November ein Schweigemarsch, den das Bündnis „Ehrenfeld gegen Rechtsextremismus“ im Dialog mit Akteuren vor Ort, wie dem ehemaligen Bezirksbürgermeister Josef Wirges und dem Musiker Rolly Brings organisiert. Der Marsch führt zum Mahnmal in der Schönsteinstraße für die dort hingerichteten Edelweißpiraten und Zwangsarbeiter.
Am 1. September 2023 feierte der Förderkreis Hochbunker Körnerstraße 101 e. V. sein zehnjähriges Bestehen als Verein mit einer großen Retroperspektiv-Ausstellung.